# Erwin Komenda

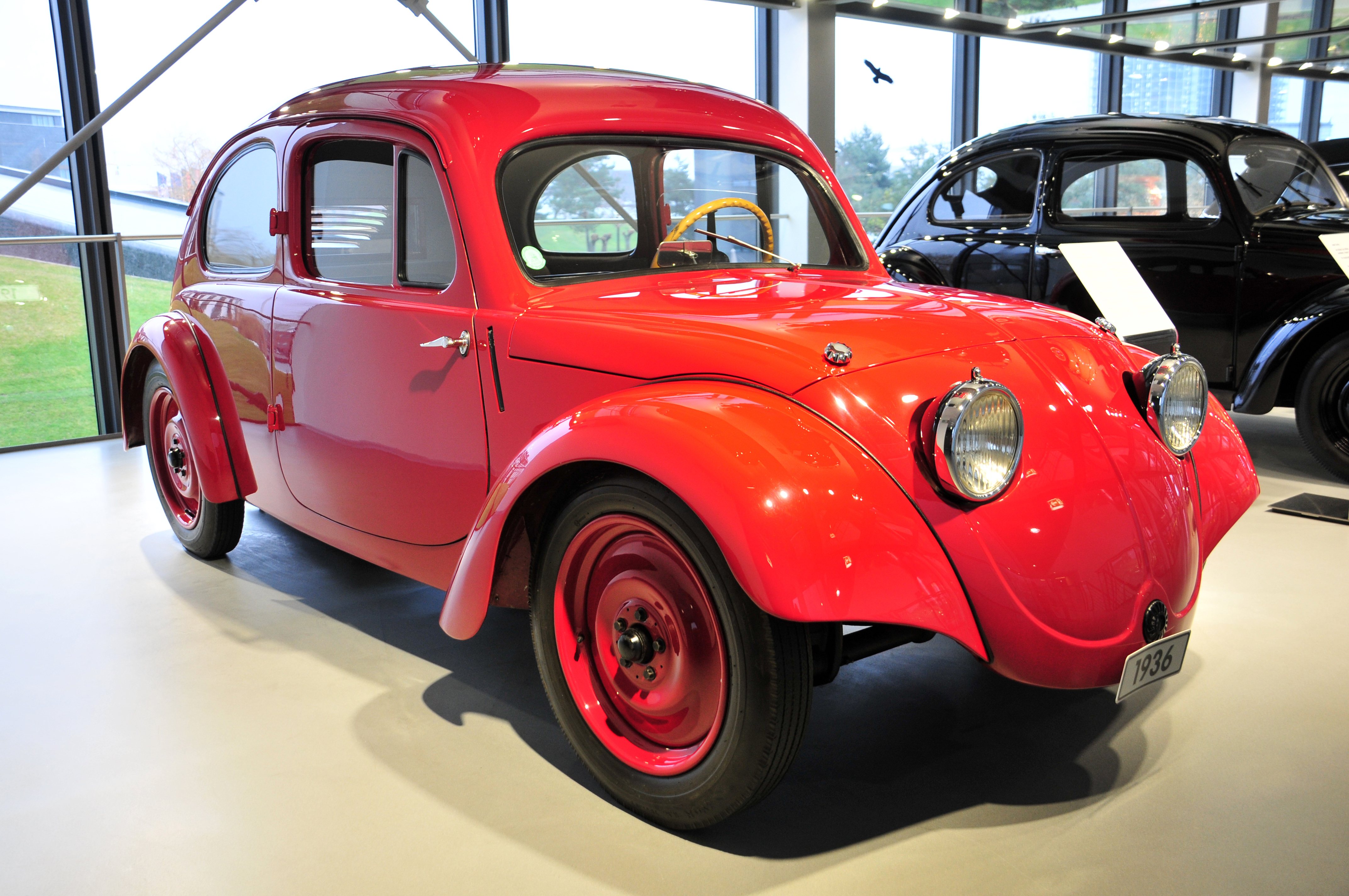
Der Typ 60, Prototyp für den KdF-Wagen

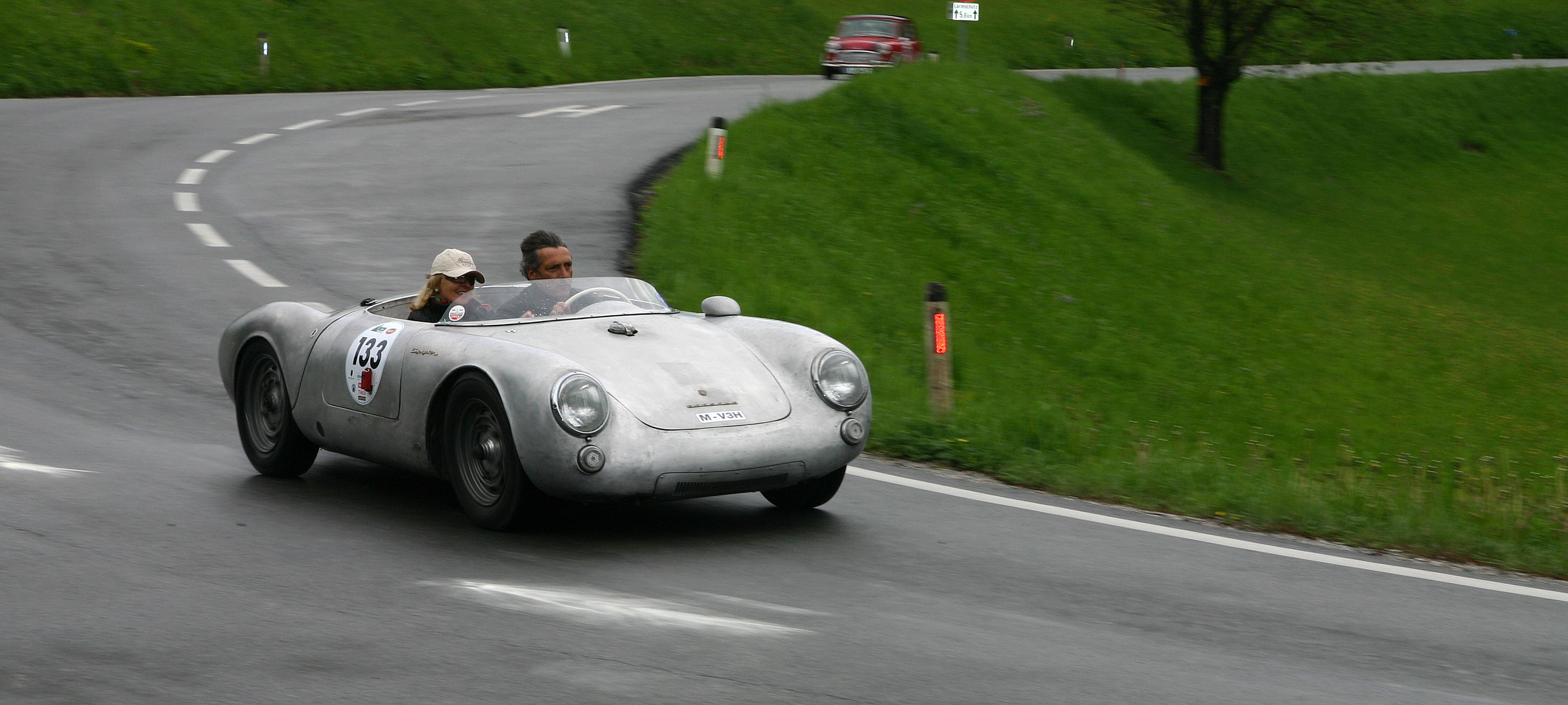
Porsche 550 Spyder

Erwin Komenda (* 6. April 1904 in Jauern am Semmering, Österreich; † 22. August 1966) war ein österreichischer Automobildesigner und von 1931 bis 1966 Leiter der Porsche-Karosseriekonstruktionsabteilung.

## Leben
Von 1926 bis 1929 arbeitete Komenda als Karosseriebauer in den Steyr-Werken, wo er Ferdinand Porsche kennenlernte. 1929 wechselte Komenda zunächst als Chefingenieur zu Daimler-Benz in Sindelfingen, wo er bis 1931 angestellt war. Dort gelang es ihm mehrfach, das Gewicht von Mercedes-Autos durch seine Entwürfe zu reduzieren. In dieser Zeit entwickelte Mercedes auch ein stromlinienförmiges Auto mit Monocoque-Konstruktion.
Im Oktober 1931 verließ Komenda das Unternehmen und heuerte bei dem neuen Konstruktionsbüro von Ferdinand Porsche an. Von 1931 bis zu seinem Tod 1966 war Komenda Chefingenieur und Leiter der Porsche Karosseriebauabteilung. Er entwickelte unter anderem die Karosseriekonstruktion des VW Käfer, die meistgebaute Karosserie des 20. Jahrhunderts. Nach dem Zweiten Weltkrieg hatte Porsche kurzzeitig seinen Sitz in Gmünd in Österreich (Kärnten), wo Komenda den ersten Porsche Sportwagen, den Porsche Typ 356, entwarf und mehrfach weiterentwickelte, etwa zum Porsche 356 Speedster. Von Komenda stammt auch die Ausarbeitung der Form des Porsche 550 Spyder. Die Gestaltung des Porsche 356 ist als Werk der angewandten Kunst urheberrechtlich geschützt und Kommenda wurde in einem Gerichtsverfahren als Urheber nach § 7 UrhG anerkannt.
1955 ernannte ihn Ferry Porsche zum Oberingenieur. Zuletzt arbeitete Komenda an der Karosserieentwicklung des Porsche 911 mit.
Erwin Komenda starb im August 1966 und wurde im Familiengrab in Weyer an der Enns bestattet.
2021 klagte eine Erbin Komendas um urheberrechtliche Ansprüche zum Porsche 911. Im klageabweisenden Urteil kam das Oberlandesgericht Stuttgart zu der Einschätzung, dass die Urheberschaft Kommendas an den beiden der ersten Baureihe des Porsche 911 vorausgegangenen internen Gestaltungen (Modelle "T7" und "T8") oder für eine Miturheberschaft an der äußeren Karosserie des Porsche 911 nicht feststellbar sei. In der Revision bestätigte der Bundesgerichtshof Kommendas Urheberrecht am 356, doch seien beim Vergleich der Fahrzeugmodelle die „den Urheberrechtsschutz des Porsche 356 begründenden Elemente in der Gestaltung des Porsche 911 nicht mehr wiederzuerkennen“.